# Bogen (Bedruckstoff)
Als Bogen (Mehrzahl: die Bogen, nicht die Bögen) wird im Druckgewerbe der Bedruckstoff bezeichnet, auf dem sich die einzelnen Nutzen befinden, die von den Druckmaschinen in einem oder mehreren Durchgängen aufgedruckt werden. Danach geht der  Bogen in die Weiterverarbeitung: er wird meist zuerst geschnitten, um dann je nach Auftrag lackiert, kaschiert, perforiert, gestanzt, oder gefalzt zu werden.
Nach dem Drucken wird der Bogen auch als Maschinen- oder Rohbogen bezeichnet.

## Material
Das Material des Bogens kann Papier, Karton (Plakate, Poster), Pappe (Wellpappe), Folie, Lenticularfolie, Kunststoff, Zellglas, Aluminiumfolie oder Blech sein.

## Dimension
Ein oft verwendetes Material ist Papier. Entsprechend den maximal verarbeitbaren Papierformaten gibt es entsprechende Maschinenformate. Die Maschinenformate gehen von 35 cm × 50 cm (Format 00) bis 162 cm × 224 cm (Format 10). Die Dicke/Stärke der Bedruckstoffe geht von 0,02 mm bis 2,2 mm.

## Masse
Die Bogenmasse ist das Produkt aus Bogenfläche und Flächengewicht, welche zwischen 25 Gramm (Dünndruckpapier) und 2500 Gramm (Stahlblech) pro Quadratmeter liegt.

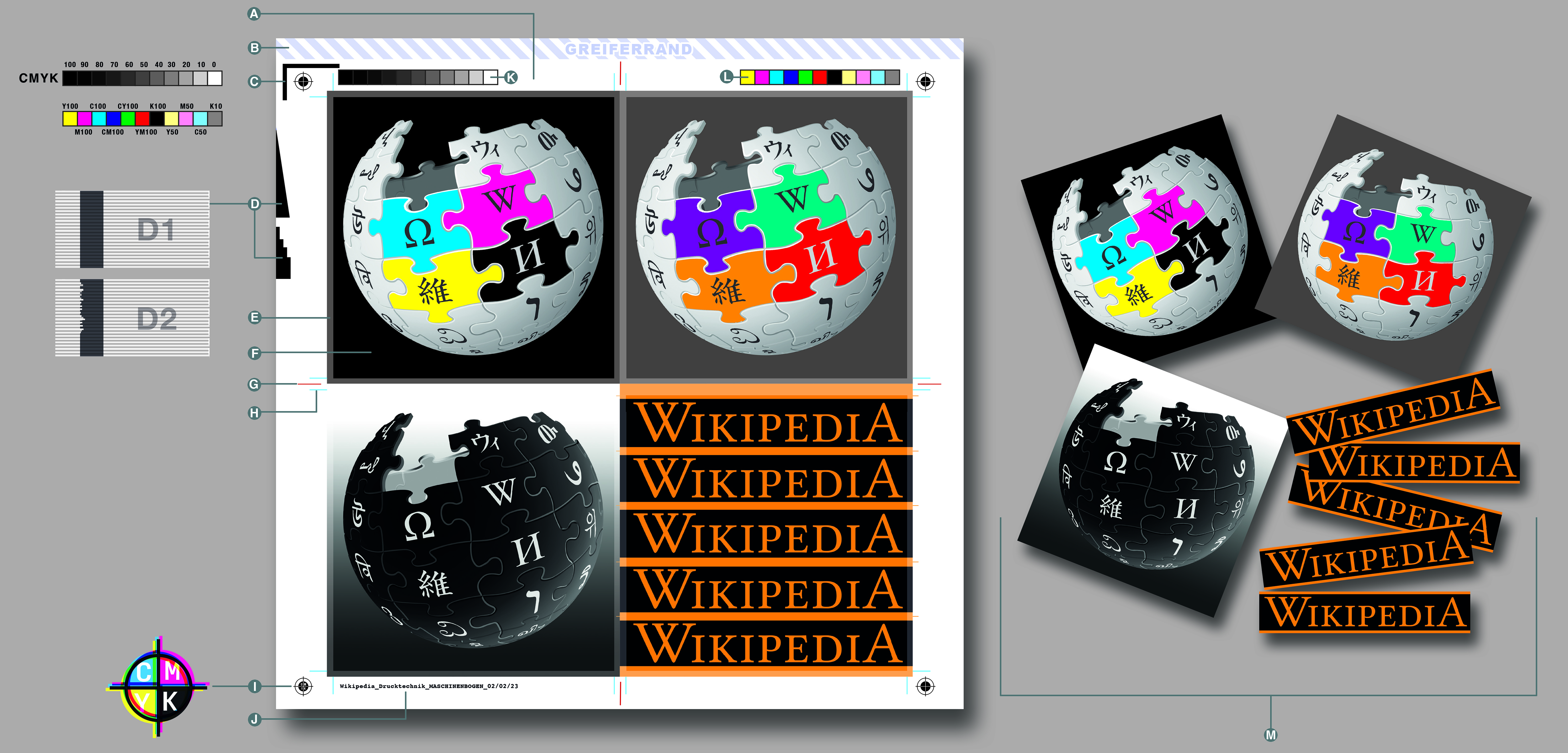
Beispielillustration „Maschinenbogen“

## Der „Maschinenbogen“ (Buch- und Offsetdruck)
Als Maschinenbogen oder Rohbogen bezeichnet man in Druckereien einen bedruckten Papierbogen, der noch nicht weiterverarbeitet ist (zum Beispiel beschnitten, gefalzt, gestanzt etc.). Die Beispiel-Illustration zeigt die grundlegenden Bestandteile eines Maschinenbogen (wie er im Vierfarb-Offsetdruck produziert wird) und erklärt ihre Bedeutung/Anwendung.

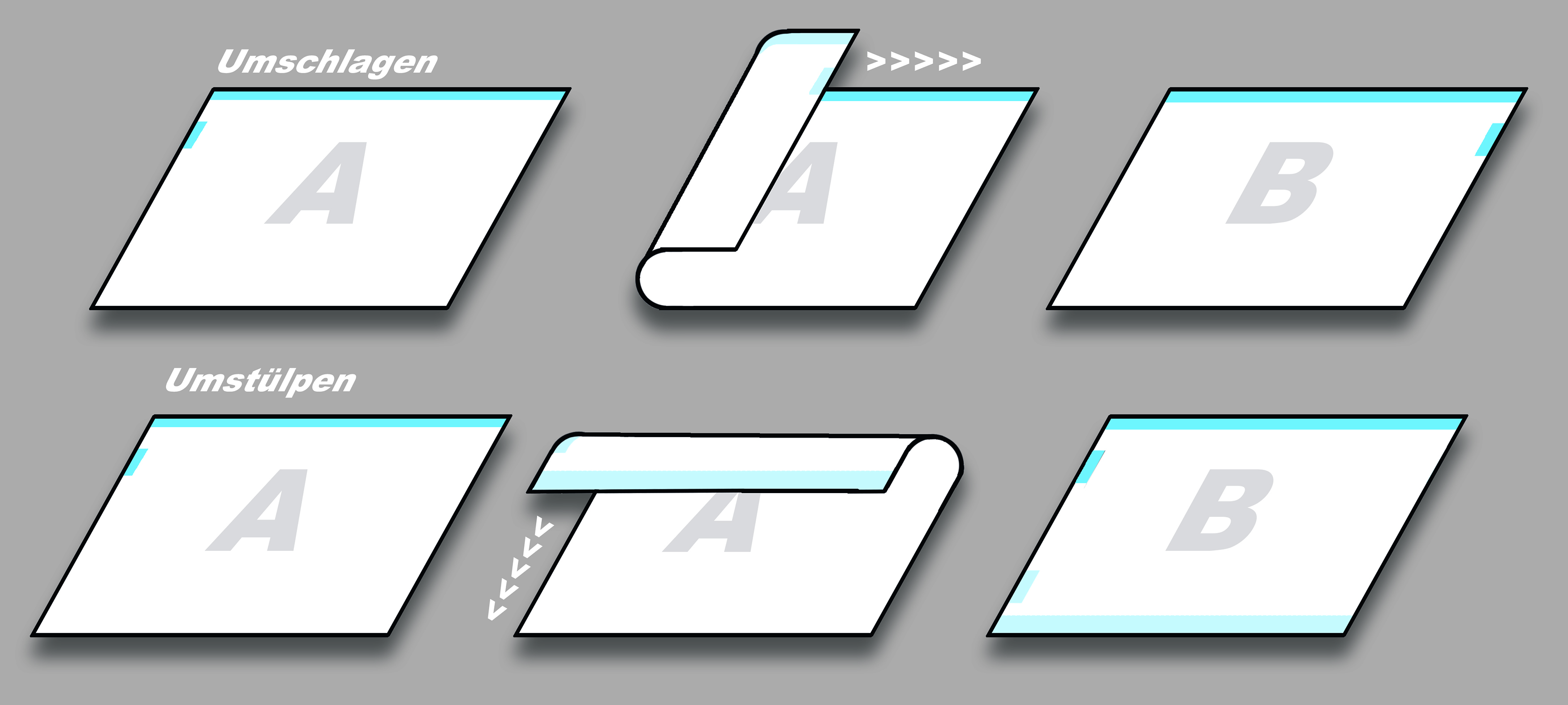
Beispiel-Illustration zur Erklärung der Begriffe „Umschlagen“ und „Umstülpen“

| A | Der Maschinenbogen als Ganzes. Da im Offsetdruck die Farbe Weiß nicht zufriedenstellend gedruckt werden kann, kommt im Qualitätsdruck (mit Bildern) stets weißes Papier (auch als Bilderdruckpapier bezeichnet) zum Einsatz. |
| B | Der Greiferrand: in diesem Bereich wird der Bogen von den sog. „Greifern“ gepackt, fixiert, und durch die Maschine geführt (von Farbwerk zu Farbwerk) |
| C | Die Anlagemarke: Sie zeigt dem Drucker (heute: Medientechnologe), bzw. Buchbinder die Seiten, an denen der Bogen exakt ausgerichtet ist, also hier die Vorderkante (an der der Greifer, den sauber angelegten Bogen aus den Vordermarken nimmt) und die linke Seite (die durch die Seitenmarke justiert wird). Im nächsten Schritt der Weiterverarbeitung (Schnitt) wird der Bogen an diesen beiden Kanten auf dem sog. Papierrüttler nochmals exakt ausgerichtet und für den eig. Schnitt vorbereitet. |
| D | Die Seitenmarke (hier – zur Demonstration – zwei gebräuchliche Ausführungen, wobei auf dem Bogen nur eine Version zum Einsatz kommt): sie dokumentiert die seitliche Ausrichtung des Bogen. Im Auslagestapel der Maschine kann der Drucker den korrekten Bogendurchlauf (D1) oder Passerdifferenzen (D2) erkennen. |
| E | Die Beschnittzugabe: soll der Druck bis an den Rand des Nutzen gehen, spricht man von „randabfallend“ |
| F | Das Endformat des einzelnen Sujet |
| G | Der Trennschnitt: Hier werden großformatige Bogen nach dem Druck in kleinere Pakete geschnitten, um sie leichter verarbeiten zu können (hier nur zur Demonstration rot, sonst schwarz) |
| H | Die Schneidemarke: sie definieren das fertige Endformat der einzelnen Nutzen (hier nur zur Demonstration blau, sonst schwarz) |
| I | Die Passermarke: mit ihr kann der Drucker beim „Einrichten“ der Maschine Feinjustierungen vornehmen, während des „Fortdrucks“ zeigt sie ihm Passerdifferenzen an (siehe stark vergrößertes Beispiel). Dabei verwendet der Drucker oft einen Fadenzähler. |
| J | Die Bogensignatur: leicht abweichend von der ursprünglichen Bedeutung wird diese Identifikationszeile auf dem Bogen (der ungeschnitten als Referenz bzw. Musterbogen dient) so bezeichnet. |
| K | Der Farbkontrollstreifen CMYK: Da die vier Farben im Zusammendruck Schwarz ergeben, hat der Drucker hier die Möglichkeit, die grundsätzliche Farbbalance zu kontrollieren. Dies erfolgte früher mit dem Fadenzähler, heutzutage durch ein Densitometer. |
| L | Dieser Farbkontrollstreifen ermöglicht die individuelle Kontrolle verschiedener CMYK-Kombinationen und ihrer Rasterung |
| M | Das Endprodukt: So geht es entweder an den Kunden, oder in die Weiterverarbeitung. |

## Handhabung

### Umschlagen
Beim Umschlagen wird der Druckbogen so gewendet, dass die Seitenmarke wechselt, die Vordermarke aber an gleicher Stelle bleibt (wie beim Umblättern einer Buchseite). Ein Umschlagen ist technisch während des Druckvorgangs in der Maschine nicht möglich, deshalb kommt als technische Variante das Umstülpen zum Einsatz.

### Umstülpen
Beim Umstülpen wird der Druckbogen so gewendet, dass die seitliche Anlage unverändert bleibt, die vordere Anlage des Bogen jedoch gewechselt wird. (so wird beispielsweise bei der Bogenwendeeinrichtung der Bogen umstülpt).

### Bogenstapel
Die Bogen werden als Stapel transportiert (Stapeltransport).
- Einen Stapel kann man wenden (mit einem Stapelwender). Oben kommt dadurch nach unten.
- Stapel kann man 180° drehen. Dann steht die Hinterseite des Stapels vorn.

Ein Stapel wird oft auf einer Palette transportiert. Dabei steht der Stapel mittig und vorn bündig auf der Palette. Um einen Stapel ohne Anhalten der Maschine (NON-STOP) zu wechseln, ist eine Palette mit einer Nutenteilung nötig, die der Teilung der NON-STOP-Rechen in Bogenanleger und Bogenausleger entspricht.